# William Jackson Harper
William Fitzgerald Harper (Dallas (Texas), 8 februari 1980), bekend onder zijn artiestennaam William Jackson Harper, is een Amerikaans acteur. Hij speelde in diverse films en series, waaronder The Good Place, Midsommar en Ant-Man and the Wasp: Quantumania.

## Filmografie

### Film
- 2010: All Good Things, als assistent van Moynihan
- 2012: That's What She Said, als Harry
- 2015: True Story, als Zak Rausch
- 2016: Paterson, als Everett
- 2018: They Remain, als Keith
- 2019: Lost Holiday, als Mark
- 2019: Midsommar, als Josh
- 2019: Dark Waters, als James Ross
- 2020: David, als David
- 2020: The Man in the Woods, als Buster Heath
- 2021: We Broke Up, als Doug
- 2023: Landscape with Invisible Hand, als Mr. Campbell
- 2023: Ant-Man and the Wasp: Quantumania, als Quaz

### Televisie
- 2007: Law & Order: Criminal Intent, als Chayne Danforth
- 2009: Great Performances, als Melville
- 2009: Mercy, als David Green
- 2009-2011: The Electric Company, als Danny Rebus
- 2010: Law & Order, als officier Derek Waldron
- 2011: 30 Rock, als relschopper
- 2013: Unforgettable, als Andry "Arnold" Fotre
- 2014: High Maintenance, als Andrew
- 2015: Person of Interest, als Strobel
- 2015: The Blacklist, als beveiliger
- 2016-2020: The Good Place, als Chidi Anagonye
- 2016: Deadbeat, als Adam
- 2017: The Breaks, als Stephen Jenkins
- 2019: Jack Ryan, als Xander
- 2020-2021: American Dad!, verschillende stemrollen
- 2021-heden: Dogs in Space, als Loaf (stemrol)
- 2021: The Underground Railroad, als Royal
- 2021: Inside Job, als Bryan Jacobsen / Bryan Bot (stemrol)
- 2021: Love Life, als Marcus Watkins
- 2021: Death to 2021, als Zero Fournine
- 2022: The Resort, als Noah
- 2022: Little Demon, als Jimmy
- 2024: A Man in Full, als Wes Jordan